# Idiasta
Idiasta is een geslacht van insecten uit de orde vliesvleugeligen (Hymenoptera) en de familie schildwespen (Braconidae).

## Soorten
Deze lijst van 50 stuks is mogelijk niet compleet.
- I. aborigen Belokobylskij, 1998
- I. annulicornis (Thomson, 1895)
- I. arctica Wharton, 1980
- I. armiscabrata Wharton, 1980
- I. brachyptera (Tobias, 1975)
- I. brevicauda Telenga, 1935
- I. buriat Belokobylskij, 1998
- I. burmensis Bhat, 1979
- I. californica Wharton, 1980
- I. curtimembrum Fischer, 2004
- I. chingolaensis Fischer, 2008
- I. daurica Belokobylskij, 1998
- I. delicata (Papp, 1969)
- I. dichrocera Konigsmann, 1960
- I. dixi Dix, 2010
- I. euryzona Wharton, 1980
- I. gigantea Wharton, 2002
- I. hamanni Fischer, 2008
- I. hiomae Fischer, 2008
- I. hirsuta Wharton, 1980
- I. hispida Wharton, 1980
- I. kirgisiae Fischer, 2008
- I. kyotoensis Fischer
- I. longicornis (Provancher, 1886)
- I. madagascariensis Granger, 1949
- I. magna (Papp, 1966)
- I. maritima (Haliday, 1838)
- I. megastigma Tobias, 1999
- I. minor Bhat, 1979
- I. naumanni Wharton, 2002
- I. nephele (Haliday, 1838)
- I. nigra Bhat, 1979
- I. nigriae (Sharma, 1978)
- I. pallida Papp, 1994
- I. paramaritima Konigsmann, 1960
- I. paramartima Konigsmann, 1960
- I. picticornis (Ruthe, 1854)
- I. postscutellaris Szepligeti, 1908
- I. pseudomaritima Wharton, 2002
- I. rufithorax Bhat, 1979
- I. sculpturata (Tobias, 1986)
- I. sibirica Telenga, 1935
- I. snizeki Fischer, 2008
- I. subannellata (Thomson, 1895)
- I. superficialis (Bhat, 1979)
- I. titaguensis Tormos, Gayubo & Asis, 1991
- I. totinigra Fischer, 2008
- I. transiens Samiuddin, 2010
- I. tungus Belokobylskij, 1998
- I. westphalica Konigsmann, 1960